# Colobostema crassiuscula
Colobostema crassiuscula är en tvåvingeart som först beskrevs av Meijere 1913.  Colobostema crassiuscula ingår i släktet Colobostema och familjen dyngmyggor. Inga underarter finns listade i Catalogue of Life.